# Satz von Kronecker (Körpertheorie)
Der Satz von Kronecker (englisch Kronecker's theorem) der Körpertheorie ist einer der Lehrsätze des Mathematikers Leopold Kronecker, welche innerhalb der Algebra angesiedelt sind. Der Satz behandelt die Frage der Existenz von Nullstellen von Polynomen über kommutativen Körpern und ist als solcher grundlegend in der Theorie der Zerfällungskörper.

## Formulierung des Satzes
Der Satz lässt sich zusammengefasst formulieren wie folgt:
(1) Zu einem beliebigen irreduziblen Polynom {\displaystyle p\in K[X]} über einem kommutativen Körper {\displaystyle K} lässt sich stets eine  endliche Körpererweiterung {\displaystyle L/K} finden, in der {\displaystyle p} eine Nullstelle hat und deren  Erweiterungsgrad mit dem Grad des Polynoms übereinstimmt;
also derart, dass stets die Gleichungen
(1a) {\displaystyle p(x_{0})=0} für mindestens ein {\displaystyle x_{0}\in L}
(1b) {\displaystyle [L:K]=\deg(p)}
erfüllt sind.
(2) Zu jedem nichtkonstanten Polynom {\displaystyle f\in K[X]} über einem kommutativen Körper {\displaystyle K} gibt es stets eine endliche Körpererweiterung {\displaystyle L/K}, in der {\displaystyle f} eine Nullstelle hat und deren Erweiterungsgrad in Bezug auf den Grad des Polynoms die Ungleichung {\displaystyle [L:K]\leq \deg(f)} erfüllt.

## Folgerung
Der kroneckersche Satz zieht das folgende Resultat nach sich:
Zu jedem kommutativen Körper {\displaystyle K} und jedem Polynom  {\displaystyle f\in K[X]} existiert ein Zerfällungskörper  {\displaystyle S_{f}/K}, für dessen Erweiterungsgrad in Bezug auf den Grad des Polynoms die Ungleichung {\displaystyle [S_{f}:K]\leq \deg(f)!} besteht.